# 1970 في إسرائيل
فيما يلي قوائم الأحداث التي وقعت خلال عام 1970 في إسرائيل.

## سياسة

### تعيين في المنصب
- 29 يناير – غدعون بات عضو الكنيست [الإنجليزية]‏.
- 16 يوليو – أفنير شاكي عضو الكنيست [الإنجليزية]‏.
- 16 يوليو – جولدا مائير وزير الشؤون الداخلية [الإنجليزية]‏.
- 1 سبتمبر – شمعون بيريز وزير النقل والسلامة المرورية الإسرائيلي  [لغات أخرى]‏، وزير الاتصالات الإسرائيلي  [لغات أخرى]‏.

### انتهاء فترة المنصب
- 27 مايو – دافيد بن غوريون عضو الكنيست [الإنجليزية]‏.
- 16 يوليو – حاييم موشيه شابيرا عضو الكنيست [الإنجليزية]‏.
- 6 أغسطس – مناحم بيجن وزير بدون حقيبة وزارية.
- 1 سبتمبر – جولدا مائير وزير الشؤون الداخلية [الإنجليزية]‏.

## مواليد

### يناير
- 1 يناير – أحلام شبلي مصورة فلسطينية.

### مايو
- 23 مايو – إيجال عامير بطل.

### يونيو
- 19 يونيو – إيليت نحمياس فيربين سياسية إسرائيلية.

### يوليو
- 26 يوليو – أيال ويزمان مهندس معماري إسرائيلي.

### أغسطس
- 1 أغسطس – إيلون ليندنشتراوس
- 10 أغسطس – شارون أفيك

### سبتمبر
- 26 سبتمبر – مش بن آري موسيقي إسرائيلي.
- 30 سبتمبر – جلعاد أردان سياسي إسرائيلي.

### نوفمبر
- 15 نوفمبر – نافا بوكر
- 23 نوفمبر – عودد فهر

## وفيات

### يناير
- 1 يناير – خالد اليشرطي (مواليد 1935) سياسي فلسطيني.